# Hov1
Hov1 ist eine schwedische Hip-Hop-Gruppe, die 2015 gegründet wurde.

## Geschichte
Im September 2015 veröffentlichte Hov1 ihre erste Single Hur kan du säga saker und stieg damit erstmals in die schwedischen Charts ein. 2016 folgten weitere Single-Veröffentlichungen sowie 2017 die erfolgreiche Abbey Road Tour, die unter anderem zur Promotion ihres Debütalbums dienten.
Im April 2017 wurde ihr Debütalbum Hov1 veröffentlicht, welches Platz eins der schwedischen Albumcharts erreichte. Im August wurde die Gruppe mit dem Musikpreis Rockbjörnen in der Kategorie „Durchbruch des Jahres“ ausgezeichnet.
Im November 2017 erzielten sie mit Pari ihren ersten Nummer-eins-Hit in den Singlecharts. Am 6. April 2018 stieg ihre Single Hon dansar vidare i livet auf Platz 1 der schwedischen Charts ein. Eine Woche später gelang ihnen dies auch mit ihrem zweiten Album Gudarna på Västerbron. Im Sommer desselben Jahres folgten mit den Singles Still und Auf Wiedersehen zwei weitere Nummer-eins-Erfolge.
Im Februar 2025 gab die Band bekannt, dass sie sich nach einer Abschiedstournee im Sommer auflösen wird.

## Diskografie

### Studioalben
| Jahr | Titel                         | Höchstplatzierung, Gesamtwochen, AuszeichnungChartplatzierungen (Jahr, Titel, Platzierungen, Wochen, Auszeichnungen, Anmerkungen) | Höchstplatzierung, Gesamtwochen, AuszeichnungChartplatzierungen (Jahr, Titel, Platzierungen, Wochen, Auszeichnungen, Anmerkungen) | Anmerkungen                                                  |
| Jahr | Titel                         | SE | NO | Anmerkungen                                                  |
| ---- | ----------------------------- | --- | --- | ------------------------------------------------------------ |
| 2017 | Hov1                          | SE1 ×5Fünffachplatin · (275 Wo.)SE                                                                                                | — | Erstveröffentlichung: 28. April 2017 Verkäufe: + 150.000     |
| 2018 | Gudarna på Västerbron         | SE1 ×7Siebenfachplatin · (310 Wo.)SE                                                                                              | — | Erstveröffentlichung: 11. September 2018 Verkäufe: + 210.000 |
| 2019 | Vindar på Mars                | SE1 ×5Fünffachplatin · (224 Wo.)SE                                                                                                | — | Erstveröffentlichung: 17. Mai 2019 Verkäufe: + 150.000       |
| 2020 | Montague                      | SE1 ×2Doppelplatin · (105 Wo.)SE                                                                                                  | — | Erstveröffentlichung: 10. Januar 2020 Verkäufe: + 60.000     |
| 2021 | Barn av vår tid               | SE1 ×4Vierfachplatin · (… Wo.)SE                                                                                                  | NO23 (3 Wo.)NO | Erstveröffentlichung: 1. Oktober 2021 Verkäufe: + 120.000    |
| 2024 | Jag önskar jag brydde mig mer | SE1 (… Wo.)SE | — | Erstveröffentlichung: 10. Mai 2024                           |
| 2024 | … men det gör jag egentligen  | SE1 (9 Wo.)SE | — | Erstveröffentlichung: 30. August 2024                        |

### Singles
| Jahr | Titel Album                                            | Höchstplatzierung, Gesamtwochen, AuszeichnungChartplatzierungen (Jahr, Titel, Album, Platzierungen, Wochen, Auszeichnungen, Anmerkungen) | Höchstplatzierung, Gesamtwochen, AuszeichnungChartplatzierungen (Jahr, Titel, Album, Platzierungen, Wochen, Auszeichnungen, Anmerkungen) | Anmerkungen                                                                     |
| Jahr | Titel Album                                            | SE | NO | Anmerkungen                                                                     |
| --- | ------------------------------------------------------ | --- | --- | ------------------------------------------------------------------------------- |
| 2015 | Hur kan du säga saker –                                | SE66 (2 Wo.)SE | — | Erstveröffentlichung: 15. Oktober 2015                                          |
| 2016 | Kärleksbrev –                                          | SE56 ×4Vierfachplatin · (5 Wo.)SE | — | Erstveröffentlichung: 7. März 2016 Verkäufe: + 320.000                          |
| 2016 | Ska vi? –                                              | SE88 Platin · (1 Wo.)SE | — | Erstveröffentlichung: 2. Juni 2016 Verkäufe: + 40.000                           |
| 2016 | Hjärtslag Hov1                                         | SE14 ×2Doppelplatin · (8 Wo.)SE | — | Erstveröffentlichung: 21. Oktober 2016 Verkäufe: + 160.000                      |
| 2017 | Gråzon Hov1                                            | SE11 ×4Vierfachplatin · (31 Wo.)SE | — | Erstveröffentlichung: 27. Januar 2017 Verkäufe: + 320.000                       |
| 2017 | Gift Hov1                                              | SE6 ×4Vierfachplatin · (23 Wo.)SE | — | Erstveröffentlichung: 21. April 2017 Verkäufe: + 320.000                        |
| 2017 | Pari Gudarna på Västerbron                             | SE1 ×5Fünffachplatin · (40 Wo.)SE | — | Erstveröffentlichung: 3. November 2017 Verkäufe: + 400.000 feat. Jireel         |
| 2018 | Heartbreak Gudarna på Västerbron                       | SE6 Platin · (11 Wo.)SE | — | Erstveröffentlichung: 9. Februar 2018 Verkäufe: + 80.000                        |
| 2018 | Gudarna på Västerbron                                  | SE4 ×2Doppelplatin · (16 Wo.)SE | — | Erstveröffentlichung: 16. März 2018 Verkäufe: + 160.000                         |
| 2018 | Hon dansar vidare i livet Gudarna på Västerbron        | SE1 ×10Zehnfachplatin · (145 Wo.)SE | — | Erstveröffentlichung: 30. März 2018 Verkäufe: + 800.000                         |
| 2018 | Still Spotify Singles                                  | SE1 ×4Vierfachplatin · (21 Wo.)SE | — | Erstveröffentlichung: 20. Juli 2018 Verkäufe: + 320.000                         |
| 2018 | Hon dansar vidare i livet Pt. 2 Spotify Singles        | SE13 Platin · (3 Wo.)SE | — | Erstveröffentlichung: 20. Juli 2018 Verkäufe: + 80.000                          |
| 2018 | Auf Wiedersehen Gudarna på Västerbron                  | SE1 ×3Dreifachplatin · (22 Wo.)SE | — | Erstveröffentlichung: 22. August 2018 Verkäufe: + 240.000                       |
| 2019 | Vindar på Mars                                         | SE1 ×4Vierfachplatin · (24 Wo.)SE | — | Erstveröffentlichung: 29. März 2019 Verkäufe: + 320.000                         |
| 2019 | Dö ung Vindar på Mars                                  | SE4 ×3Dreifachplatin · (24 Wo.)SE | — | Erstveröffentlichung: 18. April 2019 Verkäufe: + 240.000                        |
| 2019 | Ma chérie Vindar på Mars                               | SE5 ×2Doppelplatin · (6 Wo.)SE | — | Erstveröffentlichung: 10. Mai 2019 Verkäufe: + 160.000                          |
| 2020 | När jag ser dig –                                      | SE2 ×4Vierfachplatin · (45 Wo.)SE | — | Erstveröffentlichung: 25. September 2020 Verkäufe: + 320.000                    |
| 2020 | Långt bort härifrån –                                  | SE2 ×3Dreifachplatin · (34 Wo.)SE | — | Erstveröffentlichung: 6. November 2020 Verkäufe: + 240.000                      |
| 2021 | Barn av vår tid                                        | SE1 ×5Fünffachplatin · (47 Wo.)SE | — | Erstveröffentlichung: 15. Januar 2021 Verkäufe: + 400.000                       |
| 2021 | Gamora Barn av vår tid                                 | SE1 ×7Siebenfachplatin · (145 Wo.)SE | — | Erstveröffentlichung: 5. März 2021 Verkäufe: + 560.000; feat. Einár             |
| 2021 | Tokken Barn av vår tid                                 | SE1 ×3Dreifachplatin · (17 Wo.)SE | — | Erstveröffentlichung: 7. Mai 2021 Verkäufe: + 240.000; feat. Dree Low           |
| 2021 | Blå –                                                  | SE2 ×3Dreifachplatin · (20 Wo.)SE | — | Erstveröffentlichung: 4. Juni 2021 Verkäufe: + 240.000                          |
| 2021 | Flickorna i Båstad –                                   | SE1 Platin · (10 Wo.)SE | — | Erstveröffentlichung: 16. Juli 2021 Verkäufe: + 80.000                          |
| 2021 | Hit the Club Barn av vår tid                           | SE3 Platin · (10 Wo.)SE | — | Erstveröffentlichung: 20. August 2021 Verkäufe: + 80.000                        |
| 2022 | 30 personer –                                          | SE1 (9 Wo.)SE | — | Erstveröffentlichung: 21. Januar 2022 mit Elias Hurtig                          |
| 2022 | Två steg från helvetet –                               | SE2 Platin · (14 Wo.)SE | — | Erstveröffentlichung: 25. Februar 2022 Verkäufe: + 80.000                       |
| 2022 | Alla våra minnen –                                     | SE3 Platin · (19 Wo.)SE | — | Erstveröffentlichung: 22. April 2022 Verkäufe: + 80.000                         |
| 2022 | Free Smoke –                                           | SE4 Platin · (10 Wo.)SE | — | Erstveröffentlichung: 26. August 2022 Verkäufe: + 80.000                        |
| 2022 | Nåt i vattnet –                                        | SE3 Platin · (6 Wo.)SE | — | Erstveröffentlichung: 14. Oktober 2022 Verkäufe: + 80.000                       |
| 2023 | Lilla B Jag önskar jag brydde mig mer                  | SE1 ×2Doppelplatin · (38 Wo.)SE | — | Erstveröffentlichung: 24. März 2023 Verkäufe: + 160.000                         |
| 2023 | Grät … men det gör jag egentligen                      | SE1 ×2Doppelplatin · (38 Wo.)SE | — | Erstveröffentlichung: 12. Mai 2023 Verkäufe: + 160.000                          |
| 2023 | Vibe Check –                                           | SE2 Gold · (8 Wo.)SE | — | Erstveröffentlichung: 11. August 2023 Verkäufe: + 40.000                        |
| 2023 | Saudade –                                              | SE1 Gold · (10 Wo.)SE | — | Erstveröffentlichung: 8. September 2023 Verkäufe: + 40.000; mit Håkan Hellström |
| 2023 | När lyktorna tänds –                                   | SE4 (5 Wo.)SE | — | Erstveröffentlichung: 20. Oktober 2023                                          |
| 2024 | 30 under 30 –                                          | SE8 (7 Wo.)SE | — | Erstveröffentlichung: 9. Februar 2024                                           |
| 2024 | Jag önskar jag brydde mig mer                          | SE3 (15 Wo.)SE | — | Erstveröffentlichung: 29. März 2024                                             |
| 2024 | Försent … men det gör jag egentligen                   | SE4 (45 Wo.)SE | — | Erstveröffentlichung: 19. Juli 2024 feat. Seinabo Sey                           |
| 2024 | Tårarnas spår … men det gör jag egentligen             | SE11 (5 Wo.)SE | — | Erstveröffentlichung: 2. August 2024                                            |
| 2025 | Räddare i nöden –                                      | SE2 (12 Wo.)SE | NO86 (1 Wo.)NO | Erstveröffentlichung: 28. März 2025                                             |
| 2025 | Suddiga tankar –                                       | SE9 (3 Wo.)SE | — | Erstveröffentlichung: 23. Mai 2025                                              |
| 2025 | 2CB –                                                  | SE14 (… Wo.)SE | — | Erstveröffentlichung: 6. Juni 2025                                              |
| Folgende Lieder erschienen nicht als Single, wurden aber durch das Album zum Download und Streaming bereitgestellt und konnten somit eine Platzierung erlangen: |                                                        | | |                                                                                 |
| |                                                        | | |                                                                                 |
| 2017 | Mandy Moore Hov1                                       | SE12 ×6Sechsfachplatin · (59 Wo.)SE | — | Verkäufe: + 480.000                                                             |
| 2017 | Hov1                                                   | SE36 Platin · (4 Wo.)SE | — | Verkäufe: + 80.000                                                              |
| 2017 | Damn Hov1                                              | SE38 Platin · (4 Wo.)SE | — | Verkäufe: + 80.000                                                              |
| 2017 | Sex Hov1                                               | SE51 Platin · (3 Wo.)SE | — | Verkäufe: + 80.000                                                              |
| 2017 | Channel Orange Hov1                                    | SE53 Platin · (3 Wo.)SE | — | Verkäufe: + 80.000                                                              |
| 2017 | Runaway Bride Hov1                                     | SE60 Platin · (2 Wo.)SE | — | Verkäufe: + 80.000                                                              |
| 2018 | Redo Gudarna på Västerbron                             | SE11 Platin · (5 Wo.)SE | — | Verkäufe: + 80.000                                                              |
| 2018 | Förlåt Gudarna på Västerbron                           | SE12 Platin · (4 Wo.)SE | — | Verkäufe: + 80.000                                                              |
| 2018 | OMG Gudarna på Västerbron                              | SE15 Platin · (8 Wo.)SE | — | Verkäufe: + 80.000                                                              |
| 2018 | Vill inte ha dig Gudarna på Västerbron                 | SE20 Platin · (3 Wo.)SE | — | Verkäufe: + 80.000                                                              |
| 2018 | Stan e mörk Gudarna på Västerbron                      | SE26 Platin · (3 Wo.)SE | — | Verkäufe: + 80.000                                                              |
| 2018 | Född i juni Gudarna på Västerbron                      | SE31 Gold · (2 Wo.)SE | — | Verkäufe: + 40.000                                                              |
| 2018 | Din mamma Gudarna på Västerbron                        | SE32 Gold · (2 Wo.)SE | — | Verkäufe: + 40.000                                                              |
| 2019 | Hornstullsstrand Vindar på Nars                        | SE1 ×6Sechsfachplatin · (41 Wo.)SE | — | Verkäufe: + 480.000 feat. Veronica Maggio                                       |
| 2019 | Neon Vindar på Nars                                    | SE8 ×3Dreifachplatin · (16 Wo.)SE | — | Verkäufe: + 240.000                                                             |
| 2019 | Smokebreak Vindar på Nars                              | SE17 Platin · (3 Wo.)SE | — | Verkäufe: + 80.000                                                              |
| 2019 | Ensammast i världen Vindar på Nars                     | SE19 Platin · (2 Wo.)SE | — | Verkäufe: + 80.000                                                              |
| 2019 | Älskling Vindar på Nars                                | SE20 Platin · (3 Wo.)SE | — | Verkäufe: + 80.000                                                              |
| 2019 | Fri Vindar på Nars                                     | SE23 Platin · (3 Wo.)SE | — | Verkäufe: + 80.000                                                              |
| 2020 | Mitten av September Montague                           | SE1 ×3Dreifachplatin · (14 Wo.)SE | — | Verkäufe: + 240.000                                                             |
| 2020 | Svartsjuk Montague                                     | SE7 Platin · (4 Wo.)SE | — | Verkäufe: + 80.000                                                              |
| 2020 | Våra vackra dar Montague                               | SE8 ×2Doppelplatin · (5 Wo.)SE | — | Verkäufe: + 160.000                                                             |
| 2020 | Kära mamma Montague                                    | SE12 Platin · (3 Wo.)SE | — | Verkäufe: + 80.000                                                              |
| 2020 | Två sekunder på loftet Montague                        | SE13 Platin · (3 Wo.)SE | — | Verkäufe: + 80.000                                                              |
| 2020 | Brev ifrån en storstad Montague                        | SE19 Gold · (2 Wo.)SE | — | Verkäufe: + 40.000                                                              |
| 2020 | I Love U So Much Montague                              | SE23 Gold · (2 Wo.)SE | — | Verkäufe: + 40.000                                                              |
| 2020 | Sex i taxin Montague                                   | SE26 (1 Wo.)SE | — |                                                                                 |
| 2021 | Räkna dagar Barn av vår tid                            | SE1 ×2Doppelplatin · (10 Wo.)SE | — | Verkäufe: + 160.000                                                             |
| 2021 | hur mycket? (Pengar vill du ha) Barn av vår tid        | SE7 ×2Doppelplatin · (7 Wo.)SE | — | Verkäufe: + 160.000; featuring Einár                                            |
| 2021 | 458 Barn av vår tid                                    | SE18 Gold · (3 Wo.)SE | — | Verkäufe: + 40.000                                                              |
| 2021 | Tjuvheder Barn av vår tid                              | SE22 Platin · (2 Wo.)SE | — | Verkäufe: + 80.000                                                              |
| 2021 | Banksy Barn av vår tid                                 | SE28 Gold · (3 Wo.)SE | — | Verkäufe: + 40.000                                                              |
| 2021 | 365 Barn av vår tid                                    | SE36 Gold · (2 Wo.)SE | — | Verkäufe: + 40.000                                                              |
| 2021 | Certified Barn av vår tid                              | SE42 Gold · (2 Wo.)SE | — | Verkäufe: + 40.000                                                              |
| 2021 | Frankfurt Barn av vår tid                              | SE47 Gold · (2 Wo.)SE | — | Verkäufe: + 40.000                                                              |
| 2021 | Rigatoni Barn av vår tid                               | SE52 Gold · (1 Wo.)SE | — | Verkäufe: + 40.000                                                              |
| 2021 | Raindance Barn av vår tid                              | SE58 (1 Wo.)SE | — |                                                                                 |
| 2024 | Helluva life Jag önskar jag brydde mig mer             | SE7 (15 Wo.)SE | — |                                                                                 |
| 2024 | Hej du Jag önskar jag brydde mig mer                   | SE31 (3 Wo.)SE | — |                                                                                 |
| 2024 | Dig (Ormingevisan) Jag önskar jag brydde mig mer       | SE42 (4 Wo.)SE | — |                                                                                 |
| 2024 | Ica Jag önskar jag brydde mig mer                      | SE49 (2 Wo.)SE | — |                                                                                 |
| 2024 | Sangenjaya 3am Jag önskar jag brydde mig mer           | SE53 (1 Wo.)SE | — |                                                                                 |
| 2024 | Väck mig när det är över Jag önskar jag brydde mig mer | SE63 (1 Wo.)SE | — |                                                                                 |
| 2024 | En sån som mig Jag önskar jag brydde mig mer           | SE70 (1 Wo.)SE | — |                                                                                 |
| 2024 | Hundra lax kärlek Jag önskar jag brydde mig mer        | SE72 (1 Wo.)SE | — |                                                                                 |
| 2024 | Vem är jag utan dig … men det gör jag egentligen       | SE21 (5 Wo.)SE | — |                                                                                 |
| 2024 | Darkness & Demoner … men det gör jag egentligen        | SE34 (1 Wo.)SE | — |                                                                                 |
| 2024 | Känslokall … men det gör jag egentligen                | SE47 (1 Wo.)SE | — |                                                                                 |
| 2024 | Kalorier & Kokain … men det gör jag egentligen         | SE65 (1 Wo.)SE | — |                                                                                 |
| 2024 | En stockholmshistoria … men det gör jag egentligen     | SE77 (1 Wo.)SE | — |                                                                                 |
| 2024 | En syndares horisont … men det gör jag egentligen      | SE94 (1 Wo.)SE | — |                                                                                 |

## Auszeichnungen für Musikverkäufe
Anmerkung: Auszeichnungen in Ländern aus den Charttabellen bzw. Chartboxen sind in ebendiesen zu finden.
| Land/RegionAuszeichnungen für Musikverkäufe (Land/Region, Auszeichnungen, Verkäufe, Quellen) | Gold       | Platin         | Verkäufe   | Quellen              |
| -------------------------------------------------------------------------------------------- | ---------- | -------------- | ---------- | -------------------- |
| Schweden (IFPI)                                                                              | 12× Gold12 | 150× Platin150 | 11.290.000 | sverigetopplistan.se |
| Insgesamt                                                                                    | 12× Gold12 | 150× Platin150 |            |                      |